# Saúl Calandra
Pour les articles homonymes, voir Calandra.
Saúl Calandra, né le 22 octobre 1904 à La Plata et mort le 13 mai 1973 à General Pinto, est un footballeur international argentin. Il évoluait au poste de milieu de terrain.

## Biographie

### En club
Saúl Calandra est joueur des Estudiantes dans les années 1920,.

### En équipe nationale
Saúl Calandra est sélectionné en équipe d'Argentine en 1927 et 1928.
Il est d'abord sélectionné le 30 août 1927 contre l'Uruguay en amical (défaite 0-1).
Il joue le 1er avril 1928 en amical contre le Portugal (match nul 0-0).
Il fait partie du groupe argentin médaillé d'argent aux Jeux olympiques de 1928 : il dispute un match de premier tour contre les États-Unis (victoire 11-2).

## Palmarès

### En sélection
Argentine
- Jeux olympiques :
  -  Argent : 1928.